# 朴世莉
朴世莉（韓語：박세리，1977年9月28日—），出生於大田廣域市，南韓女子高爾夫球运动员。她曾經多次奪得美國女子職業高爾夫球巡迴賽四大公開賽的冠軍，並在2007年進入世界高爾夫名人堂（World Golf Hall of Fame）。

## 高爾夫球生涯
朴世莉在1996年成為職業高爾夫球員，並在一年後遷居美國，當時她年僅20歲。在1996年及1997年賽季中，她贏得了六場的韓國女子職業高爾夫球巡迴賽（LPGA of Korea Tour）的冠軍。她在1998年參加美國女子職業高爾夫球巡迴賽，並在新人賽季獲得兩場大滿貫賽的冠軍：麥當勞LPGA錦標賽與美國女子公開賽。她也獲得該賽季的勞力士年度最佳新人獎。
從那時候開始直到目前為止，她已經獲得25項比賽冠軍，其中包括幾個四大滿貫冠軍。朴世莉在2007年6月29歲時，獲得世界高爾夫名人堂的入選資格，超越凱瑞·韋伯（Karrie Webb）成為在世球員中最年輕的參選人。而最年輕的名人堂成員則是小湯姆·莫里斯（Young Tom Morris），他在1875年以24歲之齡去世，並在1975年當選名人堂成員。
朴世莉也完成了一項男子職業高爾夫球巡迴賽－2003年SBS超級巡迴賽（韓國職業高爾夫球巡迴賽）。韓國女子職業高爾夫球巡迴賽是亞洲職業高爾夫球巡迴賽（Asian Tour）的一環，並且不提供世界排名的積分。朴世莉以第10名的成績完成比賽。
她在2005年的麥當勞LPGA錦標賽第2輪遭到淘汰，這是朴世莉參加29場大滿貫賽以來第一次未能完成賽事。根據PGA巡迴賽網站她接受的採訪引述，她說她正在尋找她的高爾夫球生涯及個人生活之間的平衡：「我已經有點不滿意一切的情況，我的比賽，重要的比賽。我不是真的全部喜歡，我沒有利用我的能力做過什麼事。我知道我需要一個更好的平衡點。我總是把對自己施加很多壓力。」朴世莉最後發現她有一根手指受傷。她在2006年重新找到自己的最佳狀態，贏得了 第三次麥當勞LPGA錦標賽，這是她所獲得第五個大滿貫賽冠軍。

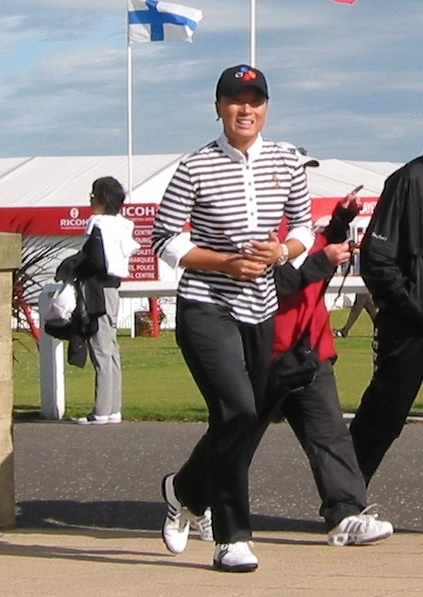
參加2007年英國女子公開賽的朴世莉

朴世莉在2007年第5度贏得歐文斯康寧菁英賽（Jamie Farr Owens Corning Classic）冠軍，使她成為第三位在LPGA歷史上贏得同一賽事5次以上的球員（安妮卡·索倫斯坦則在兩個賽事完成這一項壯舉）。
也許迄今對於她的職業高爾夫球生涯最大的讚揚是《高爾夫世界》（Golf World）雜誌的作家埃里克·阿德爾森（Eric Adelson）在2008年的評論，當時他稱呼朴世莉為「一位先驅...甚至比泰格·伍茲更加改變了高爾夫球的面貌」。當朴世莉在1998年參加LPGA巡迴賽時，她是唯一一位的韓國人。在10年之後，她是僅是45位參賽韓國球員中的一員，韓國也是LPGA巡迴賽出售電視轉播權最大的收入來源。
朴世莉在2016年的賽季結束後，宣布引退，並於同年巴西舉行的2016年夏季奧林匹克運動會中擔任韓國女子高爾夫球國家隊教練。

## 大滿貫成績

### 冠軍（5次）
| 年度 | 賽事           | 總杆數                | 獲勝差距 | 亞軍                        |
| ---- | -------------- | --------------------- | -------- | --------------------------- |
| 1998 | LPGA錦標賽     | -11 (65-68-72-68=273) | 3杆      | 蒂娜·安德魯絲、 麗莎·漢克尼 |
| 1998 | 美國女子公開賽 | +6 (69-70-75-76=290)  | 延長賽 1 | 珍妮·喬絲莉朋               |
| 2001 | 英國女子公開賽 | -11 (71-70-70-66=277) | 2杆      | 金美賢                      |
| 2002 | LPGA錦標賽     | -5 (71-70-68-70=279)  | 3杆      | 貝絲·丹尼爾                 |
| 2006 | LPGA錦標賽     | -8 (71-69-71-69=280)  | 延長賽 2 | 凱瑞·韋伯                   |

1 於18洞結束後的驟死賽第2洞擊敗珍妮·喬絲莉朋（Jenny Chuasiriporn） 

2 於18洞結束後的驟死賽第1洞擊敗凱瑞·韋伯（Karrie Webb） 

### 逐年成績

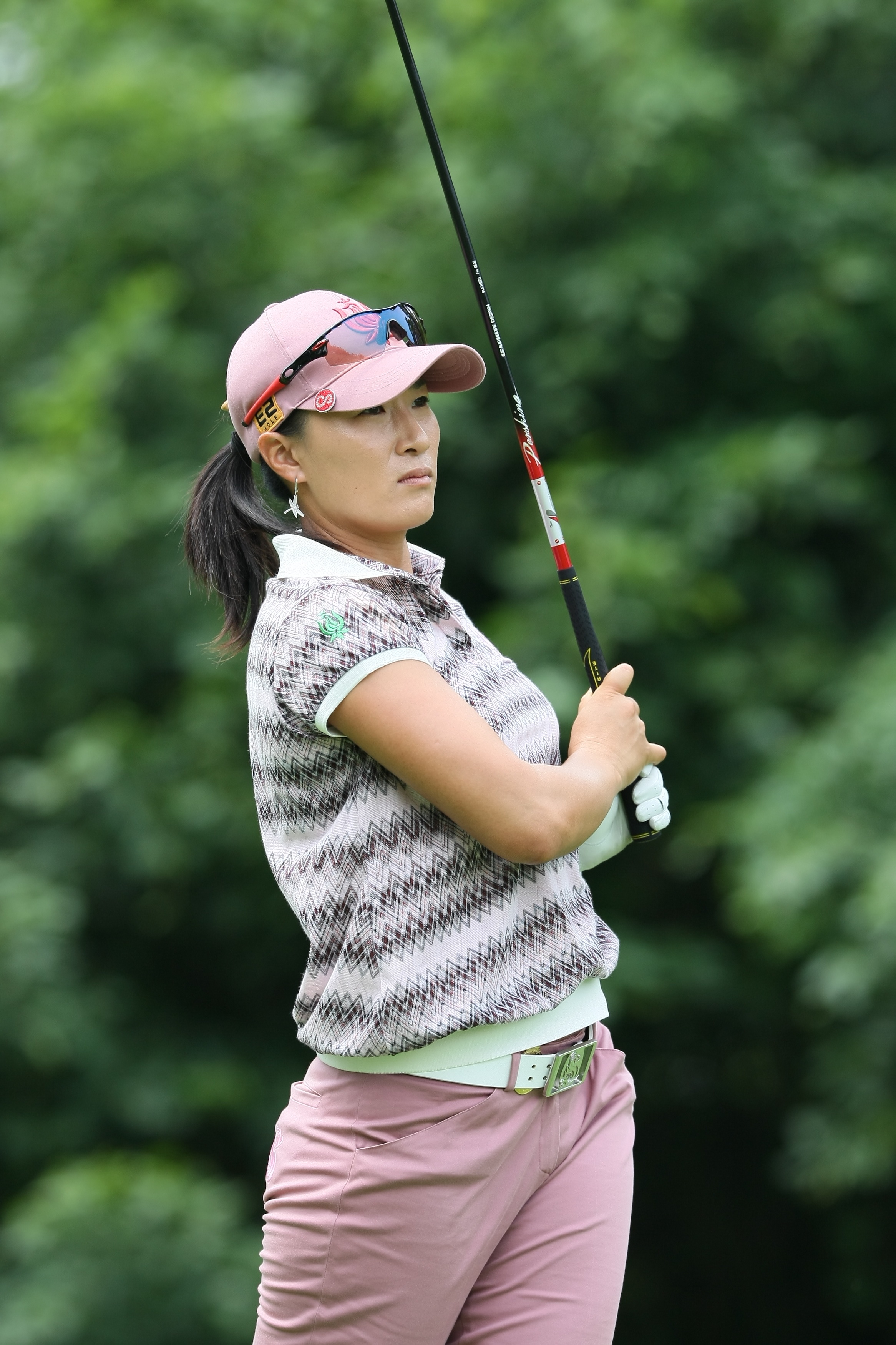
參加2009年LPGA錦標賽的朴世莉

| 賽事           | 1997 | 1998 | 1999 | 2000 |
| -------------- | ---- | ---- | ---- | ---- |
| 納貝斯克錦標賽 | DNP  | DNP  | T13  | T15  |
| LPGA錦標賽     | DNP  | 1    | T6   | T3   |
| 美國女子公開賽 | T21  | 1    | T14  | T15  |
| 英國女子公開賽 | DNP  | T41  | T13  | T7   |

| 賽事           | 2001 | 2002 | 2003 | 2004 | 2005 | 2006 | 2007 | 2008 | 2009 | 2010 |
| -------------- | ---- | ---- | ---- | ---- | ---- | ---- | ---- | ---- | ---- | ---- |
| 納貝斯克錦標賽 | T11  | T9   | T15  | T16  | T27  | T45  | T10  | T10  | T40  | T15  |
| LPGA錦標賽     | T39  | 1    | T46  | T17  | CUT  | 1    | T33  | T46  | T65  | CUT  |
| 美國女子公開賽 | 2    | 5    | 50   | T32  | T45  | T3   | T4   | CUT  | CUT  | CUT  |
| 英國女子公開賽 | 1    | T11  | 2    | T21  | WD   | WD   | T5   | CUT  | T20  |      |

DNP = 未參賽

CUT = 第二輪淘汰

WD  = 退出比賽

"T" = 並列

綠色表示冠軍，黃色表示排名前10名。

## 演藝活動

### 固定節目
- 2020年：Channel E《玩的姐姐 노는언니 》
- 2021年：MBN《Wild Wild Quiz》
- 2021年：JTBC《Ceremony Club》

### 嘉賓出演
- 1998年3月18日：KBS《家庭娛樂中心 가족오락관 》
- 1998年7月23日：KBS《This is Life 이것이 인생이다》 - 格林皇后朴世莉
- 2001年11月4日：MBC《成功的時代 성공시대》 - 職業高爾夫球選手朴世莉
- 2001年11月11日：KBS1《電視載著愛 TV는 사랑을 싣고》
- 2013年1月7日：SBS《Healing Camp》
- 2019年9月21日至9月28日：JTBC《認識的哥哥》EP197.198
- 2020年1月26日至2月2日：SBS《家師父一體》
- 2020年3月24日：tvN《守美的飯饌》
- 2020年5月14日：OLIVE《飯 bless you 2 》
- 2020年5月22日：MBC《我獨自生活》EP346
- 2020年7月10日：MBC《我獨自生活》EP353
- 2020年8月7日：MBC《我獨自生活》EP357
- 2020年11月20日-27日：MBC《我獨自生活》EP372.373
- 2020年8月23日至8月30日：tvN《首爾鄉巴佬》大田篇
- 2020年：SBS《叢林的法則》
- 2020年10月25日：SBS《幫我找房子吧》
- 2021年：MBC《Three Big》
- 2021年2月22日：SBS《同床異夢》EP185
- 2022年2月6日：SBS《Running man》EP591
- 2022年2月26日：MBC《全知干預視角》EP.189 with BTOB、朴泰桓（特別出演）

## 外部連結
- LPGA相關資訊 （页面存档备份，存于）
- Profile at about.com （页面存档备份，存于）
- World Golf Hall of Fame profile